# Oussama Halfi
Oussama Halfi (ur. 8 lutego 1992) – marokański piłkarz, grający jako środkowy napastnik w Stade Marocain Rabat.

## Klub

### FUS Rabat
Zaczynał karierę w FUS Rabat.
W sezonie 2011/2012 (pierwszym w bazie Transfermarkt) zagrał 17 meczów i miał dwie asysty.
W kolejnym sezonie wystąpił w 7 meczach. 

#### Wypożyczenie do Chabab Rif Al Hoceima
1 stycznia 2014 roku został wypożyczony do Chabab Rif Al Hoceima. W tym zespole zadebiutował 9 lutego 2014 roku w meczu przeciwko Moghreb Tétouan (wygrana 2:1). Zagrał całą pierwszą połowę. Pierwszego gola strzelił tydzień później w meczu przeciwko Olympic Safi (wygrana 1:2). Do siatki trafił w 82. minucie. Łącznie zagrał 9 meczów i strzelił 3 gole.

### FAR Rabat
10 lipca 2014 roku przeniósł się do FAR Rabat. W tym zespole zadebiutował 24 sierpnia 2014 roku w meczu przeciwko Chabab Atlas Khénifra (0:0). Został zmieniony w 67. minucie przez Youssefa El Omariego. To był jego jedyny mecz w tym klubie.

### Powrót do Al-Husajmy
15 września 2014 roku wrócił do Chababu. Po powrocie zagrał 12 meczów, miał gola i asystę.

### Al-Suwaiq Club
1 stycznia 2017 roku przeniósł się do Omanu, do Al-Suwaiq Club. Grał tam w Pucharze AFC.

### Chabab Atlas Khénifra
23 stycznia 2018 roku został zawodnikiem Chababu Atlas Khénifra. W tym zespole debiut zaliczył 14 lutego 2018 roku w meczu przeciwko Difaâ El Jadida (3:3). W debiucie asystował przy bramce Hichama Marchada w 11. minucie. Pierwszą bramkę strzelił 24 kwietnia 2018 roku w meczu przeciwko Olympic Safi (2:0). Do siatki trafił w 22. minucie. Łącznie zagrał 13 meczów, strzelił gola i miał 3 asysty.

### Moghreb Tétouan
15 lipca 2018 roku został zawodnikiem Moghrebu Tétouan. Zadebiutował tam 26 sierpnia 2018 roku w meczu przeciwko Olympique Khouribga (porażka 2:1). Został zmieniony w 56. minucie przez Zaida Kroucha. Pierwszego gola strzelił 28 listopada 2018 roku w meczu przeciwko Youssoufia Berrechid (2:0). Do bramki rywali trafił w 16. minucie. Pierwszą asystę zaliczył 9 czerwca 2019 roku w meczu przeciwko FAR Rabat (0:2). Asystował przy bramce Hamzy Hajjiego w 44. minucie. Łącznie zagrał 33 mecze, strzelił 3 gole i miał asystę.

### Dalsza kariera
1 sierpnia 2021 roku (po prawie rocznym okresie bycia bez klubu) dołączył do Stade Marocain Rabat.